# Ripsime Huršudjan
Ripsime Huršudjan (arm. Հռիփսիմե Խուրշուդյան; Kasakh, 27. srpnja 1987.) je armenska dizačica utega.
Na Olimpijskim igrama u Londonu osvojila je brončanu medalju u dizanju utega u kategoriji +75 kg. Završila je iza srebrne Tatjane Kaširine i zlatne Zhou Lulu. Osvajačica je zlatne medalje na europskom prvenstvu u dizanju utega 2007. godine u Strasbourgu.

## Vanjske poveznice
- Biografija  Arhivirana inačica izvorne stranice od 29. kolovoza 2012. (Wayback Machine) na sports-reference.com